# رباتیک مبتنی بر رفتار
رباتیک مبتنی بر رفتار (BBR) (به انگلیسی: Behavior-based robotics) رویکردی در علم رباتیک است که بر روی ربات‌هایی تمرکز دارد که می‌توانند رفتارهایی پیچیده از خود نشان دهند، در حالی که تنها از بازنمایی دانش بسیار کمی برای مدل‌سازی محیط اطراف خود استفاده می‌کنند. این ربات‌ها معمولاً با استفاده از پیوندهای حسی-حرکتی، رفتارهای خود را به‌تدریج اصلاح می‌کنند.

## اصول
رباتیک مبتنی بر رفتار با استفاده از سامانه‌های زیستی به عنوان یک مدل، خود را از هوش مصنوعی سنتی متمایز می‌کند. هوش مصنوعی کلاسیک معمولاً از مجموعه‌ای از مراحل برای حل مسائل استفاده می‌کندو در مقایسه با رویکرد مبتنی بر رفتار، مسیری را دنبال می‌کند که مبتنی بر بازنمایی‌های درونی از رویدادها است. رباتیک مبتنی بر رفتار، به جای استفاده از محاسبات از پیش تعیین‌شده برای مقابله با یک موقعیت، بر سازگاری و تطبیق‌پذیری متکی است. این پیشرفت باعث شده رباتیک مبتنی بر رفتار به‌طور گسترده در پژوهش‌ها و جمع‌آوری داده‌ها مورد استفاده قرار گیرد.
بیشتر سیستم‌های مبتنی بر رفتار، واکنشی نیز هستند، یعنی نیازی به برنامه‌نویسی قبلی برای شناسایی اشیایی مانند صندلی یا نوع سطحی که ربات روی آن حرکت می‌کند، ندارند. در عوض، تمام اطلاعات از طریق ورودی حسگرهای ربات دریافت می‌شود. ربات از این اطلاعات برای اصلاح تدریجی اقدامات خود نسبت به تغییرات محیط اطراف استفاده می‌کند.
ربات‌های مبتنی بر رفتار (BBR) نسبت به همتایان خود که دارای محاسبات سنگینی هستند، رفتارهایی شبیه‌تر به موجودات زنده از خود نشان می‌دهند. یک BBR اغلب اشتباه می‌کند، اعمال را تکرار می‌کند و گیج به نظر می‌رسد، اما همچنین ویژگی انسانی  پافشاری و سرسختی را نیز می‌تواند نشان دهد. به دلیل این اقدامات، مقایسه بین بی‌بی‌آرها و حشرات رایج است. برخی بی‌بی‌آرها نمونه‌هایی از هوش مصنوعی ضعیف در نظر گرفته می‌شوند، هرچند برخی معتقدند که این ربات‌ها مدلی برای تمام اشکال هوش هستند.

## ویژگی‌ها
بیشتر ربات‌های مبتنی بر رفتار با مجموعه‌ای پایه از ویژگی‌ها برنامه‌ریزی می‌شوند تا عملکرد اولیه‌ای داشته باشند. به آن‌ها مجموعه‌ای از رفتارها داده می‌شود که مشخص می‌کند چه رفتاری را چه زمانی استفاده کنند. اجتناب از موانع و شارژ باتری می‌تواند به‌عنوان پایه‌ای برای یادگیری و موفقیت آن‌ها عمل کند. به‌جای ساخت مدل‌هایی از جهان، این ربات‌ها صرفاً به محیط اطراف و مشکلات موجود در آن واکنش نشان می‌دهند. آن‌ها با اتکا به دانش درونی حاصل از تجربه‌های گذشته، در کنار رفتارهای پایه‌ای، مشکلات را حل می‌کنند.

## تاریخچه
مکتب ربات‌های مبتنی بر رفتار بخش زیادی از پیشرفت خود را مدیون کارهایی است که در دهه ۱۹۸۰ در مؤسسه فناوری ماساچوست (MIT) توسط رادنی بروکس انجام شد. او به همراه دانشجویان و همکارانش مجموعه‌ای از ربات‌های چرخ‌دار و پادار ساخت که از معماری درج بهره می‌بردند. مقاله‌های بروکس — که اغلب با عنوان‌هایی طنزآمیز مانند «برنامه‌ریزی فقط راهی برای فرار از تصمیم‌گیری درباره کار بعدی است» نوشته می‌شدند — در کنار ویژگی‌های انسان‌گونه ربات‌هایش و هزینه نسبتاً پایین توسعه آن‌ها، باعث محبوبیت یافتن رویکرد مبتنی بر رفتار شدند.
کار بروکس - چه به طور تصادفی و چه غیر تصادفی - بر دو نقطه عطف پیشین در رویکرد مبتنی بر رفتار بنا شده است. در دهه ۱۹۵۰، ویلیام گری والتر ، دانشمند انگلیسی با پیش‌زمینه‌ای در پژوهش‌های عصب‌شناسی، یک جفت ربات مبتنی بر لامپ خلاء ساخت که در جشنواره بریتانیا در سال ۱۹۵۱ به نمایش درآمدند و از سیستم‌های کنترلی ساده اما مؤثر مبتنی بر رفتار استفاده می‌کردند.
نقطه عطف دوم کتابی است از والنتینو برایتنبرگ با عنوان وسایل نقلیه – آزمایش‌هایی در روان‌شناسی مصنوعی (۱۹۸۴، انتشارات ام‌آی‌تی (MIT)). او در این کتاب مجموعه‌ای از آزمایش‌های ذهنی را توصیف می‌کند که نشان می‌دهند چگونه اتصال‌های ساده بین حسگرها و موتورها می‌توانند منجر به بروز رفتارهایی پیچیده مانند ترس و عشق شوند.
تحقیقات بعدی در زمینه بی‌بی‌آر از سوی جامعه رباتیک بیم (BEAM) دنبال شد. این جامعه بر پایه کارهای مارک تیلدن بنا شده که از کاهش نیاز به توان محاسباتی در مکانیزم‌های حرکتی، که در آزمایش‌های بروکس مشاهده می‌شد (هر پا یک ریزکنترل‌گر داشت)، الهام گرفت و آن را با استفاده از تراشه‌های منطقی، مدارهای مبتنی بر ترانزیستور و طراحی آنالوگ حتی بیشتر کاهش داد.
مسیر دیگری در توسعه این حوزه، گسترش رباتیک مبتنی بر رفتار به تیم‌های چندرباته است. تمرکز این حوزه بر توسعه مکانیسم‌های ساده و عمومی است که منجر به رفتار گروهی هماهنگ (چه به صورت ضمنی و چه صریح) می‌شود.

## همچنین ببینید
- ربات خودمختار